# Lista posiadaczek WWE Women’s Championship (1956–2010)

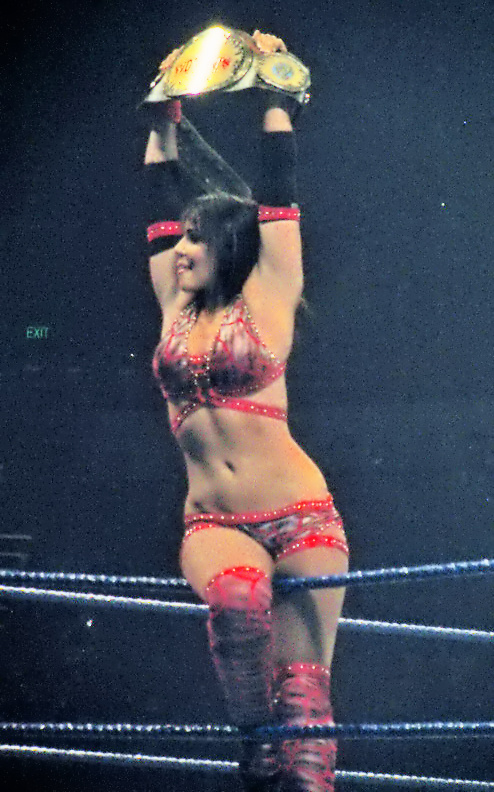
Jednokrotna i ostatnia mistrzyni Layla

WWE Women’s Championship było tytułem mistrzowskim kobiet w profesjonalnym wrestlingu promowanym w federacji WWE.
Mistrzostwo było bronione w walkach profesjonalnego wrestlingu, gdzie uczestniczki rywalizowały pomiędzy sobą w storyline'ach (historiach tworzonych przez divy, wrestlerów i inne osoby). Oficjalnie było 29 mistrzyń i 59 różnych panowań. Poniżej przedstawiona jest tabelka pokazująca chronologicznie kolejne mistrzynie.

## Historia tytułu

### Nazwy
| Nazwa                          | Lata      |
| ------------------------------ | --------- |
| NWA World Women’s Championship | 1956—1983 |
| WWF Women’s Championship       | 1983—2002 |
| WWE Women’s Championship       | 2002—2010 |

### Panowania
| Nr. | Mistrzyni                    | Panowanie | Data                      | Dni          | Miejsce          | Gala                          | Notka | Odn.          |
| --- | ---------------------------- | --------- | ------------------------- | ------------ | ---------------- | ----------------------------- | --- | ------------- |
| 1   | The Fabulous Moolah          | 1         | 18 września 1956(dts)     | 10170 (3651) | Baltimore        | Live event                    | Pokonała Judy Grable w finale turnieju stając się NWA World Women’s Champion. Moolah sprzedała tytuł dla World Wrestling Federation w 1984 i została uznana jako posiadaczka WWF Women’s Championship. WWE nie uznaje żadnych zmian posiadaczek przed 1984, kulminując jej panowanie jako trwające 10 170 dni.                                  | [ 2 ]         |
| —   | Bette Boucher                | 1         | 17 września 1966(dts)     | 13           | Seattle          | Live event                    | Zmiana posiadaczki nie jest uznawana przez WWE. | [ 1 ]         |
| —   | The Fabulous Moolah          | 2         | 30 września 1966(dts)     | 527          | —                | Live event                    | Zmiana posiadaczki nie jest uznawana przez WWE. | [ 1 ]         |
| —   | Yukiko Tomoe                 | 1         | 10 marca 1968(dts)        | 23           | Osaka            | Live event                    | Zmiana posiadaczki nie jest uznawana przez WWE. | [ 1 ]         |
| —   | The Fabulous Moolah          | 3         | 2 kwietnia 1968(dts)      | 2862         | Hamamatsu        | Live event                    | Zmiana posiadaczki nie jest uznawana przez WWE. | [ 1 ]         |
| —   | Sue Green                    | 1         | 2 lutego 1976(dts)        | 32           | Nowy Jork        | Live event                    | Zmiana posiadaczki nie jest uznawana przez WWE. | [ 1 ]         |
| —   | The Fabulous Moolah          | 4         | 5 marca 1976(dts)         | 947          | Nowy Jork        | Live event                    | Zmiana posiadaczki nie jest uznawana przez WWE. | [ 1 ]         |
| —   | Evelyn Stevens               | 1         | 8 października 1978(dts)  | 2            | Dallas           | Live event                    | Zmiana posiadaczki nie jest uznawana przez WWE. | [ 1 ]         |
| —   | The Fabulous Moolah          | 5         | 10 października 1978(dts) | 2113         | Fort Worth       | Live event                    | Zmiana posiadaczki nie jest uznawana przez WWE. | [ 1 ]         |
| 2   | Wendi Richter                | 1         | 23 lipca 1984(dts)        | 210          | Nowy Jork        | The Brawl to End It All       | | [ 3 ]         |
| 3   | Leilani Kai                  | 1         | 18 lutego 1985(dts)       | 41           | Nowy Jork        | The War to Settle the Score   | Wyemitowano 5 marca 1985 na Prime Time Wrestling. | [ 4 ]         |
| 4   | Wendi Richter                | 2         | 31 marca 1985(dts)        | 239          | Nowy Jork        | WrestleMania                  | | [ 5 ]         |
| 5   | The Spider (Fabulous Moolah) | 2 (6)     | 25 listopada 1985(dts)    | 220          | Nowy Jork        | Live event                    | | [ 6 ]         |
| 6   | Velvet McIntyre              | 1         | 3 lipca 1986(dts)         | 6            | Brisbane         | Live event                    | | [ 7 ]         |
| 7   | The Fabulous Moolah          | 3 (7)     | 9 lipca 1986(dts)         | 380          | Sydney           | Live event                    | | [ 8 ]         |
| 8   | Sensational Sherri           | 1         | 24 lipca 1987(dts)        | 441          | Houston          | Live event                    | | [ 9 ]         |
| 9   | Rockin’ Robin                | 1         | 7 października 1988(dts)  | 502          | Paryż            | Prime Time Wrestling          | Wyemitowano 8 listopada 1988. | [ 10 ]        |
| —   | Zdezaktywowany               | —         | 21 lutego 1990(dts)       | —            | —                | —                             | Tytuł został zdezaktywowany i Rockin’ Robin odebrało mistrzostwo. | [ 10 ]        |
| 10  | Alundra Blayze               | 1         | 13 grudnia 1993(dts)      | 342          | Poughkeepsie     | All American Wrestling        | Wyemitowano 26 grudnia 1993. Pokonała Heidi Lee Morgan w finale turnieju. | [ 12 ]        |
| 11  | Bull Nakano                  | 1         | 20 listopada 1994(dts)    | 134          | Tokio            | Big Egg Wrestling Universe    | | [ 13 ]        |
| 12  | Alundra Blayze               | 2         | 3 kwietnia 1995(dts)      | 146          | Poughkeepsie     | Raw                           | | [ 14 ]        |
| 13  | Bertha Faye                  | 1         | 27 sierpnia 1995(dts)     | 57           | Pittsburgh       | SummerSlam                    | | [ 15 ]        |
| 14  | Alundra Blayze               | 3         | 23 października 1995(dts) | 51           | Brandon          | Raw                           | | [ 16 ]        |
| —   | Zdezaktywowany               | —         | 13 grudnia 1995(dts)      | —            | —                | —                             | Tytuł został zdezaktywowany gdy Blayze opuściła WWF, a następnie dołączyła do World Championship Wrestling pokazując się na Nitro 18 grudnia 1995 i wyrzucając mistrzostwo do kosza na śmieci. | [ 16 ]        |
| 15  | Jacqueline                   | 1         | 15 września 1998(dts)     | 61           | Sacramento       | Raw is War                    | Wyemitowano 21 września 1998. Jej przeciwniczką była Sable. | [ 19 ]        |
| 16  | Sable                        | 1         | 15 listopada 1998(dts)    | 176          | Saint Louis      | Survivor Series               | Shane McMahon był sędzią specjalnym. | [ 20 ]        |
| 17  | Debra                        | 1         | 10 maja 1999(dts)         | 29           | Orlando          | Raw is War                    | Był to Evening Gown match. Sable pokonała Debrę, lecz Komisarz Shawn Michaels uznał, że to Debra powinna zostać zwyciężczynią i podarował jej mistrzostwo. | [ 21 ]        |
| 18  | Ivory                        | 1         | 8 czerwca 1999(dts)       | 131          | Worcester        | Raw is War                    | Wyemitowano 14 czerwca 1999. | [ 23 ]        |
| 19  | The Fabulous Moolah          | 4 (8)     | 17 października 1999(dts) | 8            | Cleveland        | No Mercy                      | | [ 24 ]        |
| 20  | Ivory                        | 2         | 25 października 1999(dts) | 48           | Providence       | Raw is War                    | | [ 15 ]        |
| 21  | The Kat                      | 1         | 12 grudnia 1999(dts)      | 50           | Sunrise          | Armageddon                    | Był to Fatal Four-way Evening Gown pool match, w którym brały również udział Jacqueline i B.B. z The Fabulous Moolah i Mae Young jako sędziami specjalnymi. | [ 25 ]        |
| 22  | Hervina                      | 1         | 31 stycznia 2000(dts)     | 1            | Pittsburgh       | Raw is War                    | Był to Lumberjill Snowbunny match. | [ 26 ]        |
| 23  | Jacqueline                   | 2         | 1 lutego 2000(dts)        | 56           | Detroit          | SmackDown!                    | Wyemitowano 3 lutego 2000. | [ 28 ]        |
| 24  | Stephanie McMahon-Helmsley   | 1         | 28 marca 2000(dts)        | 146          | San Antonio      | SmackDown!                    | Wyemitowano 30 marca 2000. | [ 29 ]        |
| 25  | Lita                         | 1         | 21 sierpnia 2000(dts)     | 71           | Lafayette        | Raw is War                    | The Rock był sędzią specjalnym. | [ 30 ]        |
| 26  | Ivory                        | 3         | 31 października 2000(dts) | 152          | Rochester        | SmackDown!                    | Wyemitowano 2 listopada 2000. Był to Fatal Four-Way match, w którym brały również udział Jacqueline i Trish Stratus. | [ 31 ]        |
| 27  | Chyna                        | 1         | 1 kwietnia 2001(dts)      | 214          | Houston          | WrestleMania X-Seven          | | [ 32 ]        |
| —   | Zwakowany                    | —         | 1 listopada 2001(dts)     | —            | —                | —                             | Tytuł został zwakowany kiedy Chyna zakończyła karierę i opuściła WWF. | [ 32 ]        |
| 28  | Trish Stratus                | 1         | 18 listopada 2001(dts)    | 78           | Greensboro       | Survivor Series               | Był to Six Way match, w którym brały też udział Lita, Jacqueline, Ivory, Molly Holly i Jazz. | [ 33 ]        |
| 29  | Jazz                         | 1         | 4 lutego 2002(dts)        | 98           | Las Vegas Valley | Raw                           | Nazwa tytułu została przemianowana na WWE Women’s Championship 6 maja 2002. | [ 34 ]        |
| 30  | Trish Stratus                | 2         | 13 maja 2002(dts)         | 41           | Toronto          | Raw                           | Był to Mixed Tag Team match, gdzie Stratus i Bubba Ray Dudley pokonali Jazz i Stevena Richardsa. WWE Hardcore Championship Richardsa również był na szali. | [ 35 ]        |
| 31  | Molly Holly                  | 1         | 23 czerwca 2002(dts)      | 91           | Columbus         | King of the Ring              | | [ 36 ]        |
| 32  | Trish Stratus                | 3         | 22 września 2002(dts)     | 56           | Los Angeles      | Unforgiven                    | | [ 37 ]        |
| 33  | Victoria                     | 1         | 17 listopada 2002(dts)    | 133          | Nowy Jork        | Survivor Series               | Był to Hardcore match. | [ 38 ]        |
| 34  | Trish Stratus                | 4         | 30 marca 2003(dts)        | 28           | Seattle          | WrestleMania XIX              | Był to Triple Threat match, w którym brała również udział Jazz. | [ 39 ]        |
| 35  | Jazz                         | 2         | 27 kwietnia 2003(dts)     | 64           | Worcester        | Backlash                      | | [ 40 ]        |
| 36  | Gail Kim                     | 1         | 30 czerwca 2003(dts)      | 28           | Buffalo          | Raw                           | Kim wygrała 7-osobowym kobiecym Battle Royalu, w którym brały również udział Ivory, Molly Holly, Trish Stratus i Jacqueline. | [ 41 ]        |
| 37  | Molly Holly                  | 2         | 28 lipca 2003(dts)        | 210          | Colorado Springs | Raw                           | | [ 42 ]        |
| 38  | Victoria                     | 2         | 23 lutego 2004(dts)       | 111          | Omaha            | Raw                           | Był to Fatal Four-Way Elimination match, w którym brały też udział Lita i Jazz. Victoria przypięła Litę i zdobyła mistrzostwo. | [ 43 ]        |
| 39  | Trish Stratus                | 5         | 13 czerwca 2004(dts)      | 176          | Columbus         | Bad Blood                     | Był to Fatal Four-Way match z Litą i Gail Kim. Stratus przypięła Litę i zdobyła mistrzostwo. | [ 44 ]        |
| 40  | Lita                         | 2         | 6 grudnia 2004(dts)       | 34           | Charlotte        | Raw                           | | [ 45 ]        |
| 41  | Trish Stratus                | 6         | 9 stycznia 2005(dts)      | 448          | San Juan         | New Year’s Revolution         | | [ 46 ]        |
| 42  | Mickie James                 | 1         | 2 kwietnia 2006(dts)      | 134          | Rosemont         | WrestleMania 22               | | [ 47 ]        |
| 43  | Lita                         | 3         | 14 sierpnia 2006(dts)     | 34           | Charlottesville  | Raw                           | | [ 48 ]        |
| 44  | Trish Stratus                | 7         | 17 września 2006(dts)     | 1            | Toronto          | Unforgiven                    | | [ 49 ]        |
| —   | Zwakowany                    | —         | 18 września 2006(dts)     | —            | Montreal         | Raw                           | Tytuł został zwakowany gdy Stratus przeszła na emeryturę. | [ 50 ]        |
| 45  | Lita                         | 4         | 5 listopada 2006(dts)     | 21           | Cincinnati       | Cyber Sunday                  | Był to Lumberjill match. Lita pokonała Mickie James w finale turnieju. | [ 50 ]        |
| 46  | Mickie James                 | 2         | 26 listopada 2006(dts)    | 85           | Filadelfia       | Survivor Series               | | [ 51 ]        |
| 47  | Melina                       | 1         | 19 lutego 2007(dts)       | 64           | Bakersfield      | Raw                           | | [ 52 ]        |
| 48  | Mickie James                 | 3         | 24 kwietnia 2007(dts)     | <1           | Paryż            | Live event                    | Był to Triple Threat match, w którym brała też udział Victoria. | [ 53 ]        |
| 49  | Melina                       | 2         | 24 kwietnia 2007(dts)     | 61           | Paryż            | Live event                    | Melina otrzymała rewanż natychmiastowo i odzyskała tytuł. | [ 54 ]        |
| 50  | Candice Michelle             | 1         | 24 czerwca 2007(dts)      | 105          | Houston          | Vengeance: Night of Champions | | [ 55 ]        |
| 51  | Beth Phoenix                 | 1         | 7 października 2007(dts)  | 190          | Rosemont         | No Mercy                      | | [ 56 ]        |
| 52  | Mickie James                 | 4         | 14 kwietnia 2008(dts)     | 125          | Londyn           | Raw                           | | [ 57 ]        |
| 53  | Beth Phoenix                 | 2         | 17 sierpnia 2008(dts)     | 161          | Indianapolis     | SummerSlam                    | Był to Winner Takes All Intergender tag team match, gdzie Phoenix wraz z Santino Marrellą pokonali James i Kofiego Kingstona. Na szali był również WWE Intercontinental Championship Kingstona. | [ 58 ]        |
| 54  | Melina                       | 3         | 25 stycznia 2009(dts)     | 154          | Detroit          | Royal Rumble                  | Tytuł stał się ekskluzywny dla brandu SmackDown, kiedy to Melina została przeniesiona do owego brandu 13 kwietnia 2009. | [ 59 ]        |
| 55  | Michelle McCool              | 1         | 28 czerwca 2009(dts)      | 217          | Sacramento       | The Bash                      | | [ 60 ]        |
| 56  | Mickie James                 | 5         | 31 stycznia 2010(dts)     | 23           | Atlanta          | Royal Rumble                  | | [ 61 ]        |
| 57  | Michelle McCool              | 2         | 23 lutego 2010(dts)       | 61           | Milwaukee        | SmackDown                     | Vickie Guerrero była specjalnym sędzią. Wyemitowano 26 lutego 2010. | [ 62 ]        |
| 58  | Beth Phoenix                 | 3         | 25 kwietnia 2010(dts)     | 16           | Baltimore        | Extreme Rules                 | Był to Extreme Makeover match. | [ 63 ]        |
| 59  | Layla                        | 1         | 11 maja 2010(dts)         | 131          | Buffalo          | SmackDown                     | Wyemitowano 14 maja 2010. LayCool (Michelle McCool i Layla) pokonały Phoenix w Texas Tornado Handicap matchu, gdzie Layla przypięła Phoenix. Michelle McCool nieoficjalnie była współposiadaczką mistrzostwa podczas tego panowania; miała możliwość bronienia go na miejscu Layli w różnych okazjach, lecz nie była uznawana jako posiadaczka. | [ 64 ]        |
| —   | Zunifikowany                 | —         | 19 września 2010(dts)     | —            | Rosemont         | Night of Champions            | Wycofano, kiedy to Michelle McCool, która była nieoficjalną współwłaścicielką z Laylą, pokonała Melinę unifikując Women’s i WWE Divas Championship. | [ 65 ] [ 66 ] |

## Łączna ilość posiadań

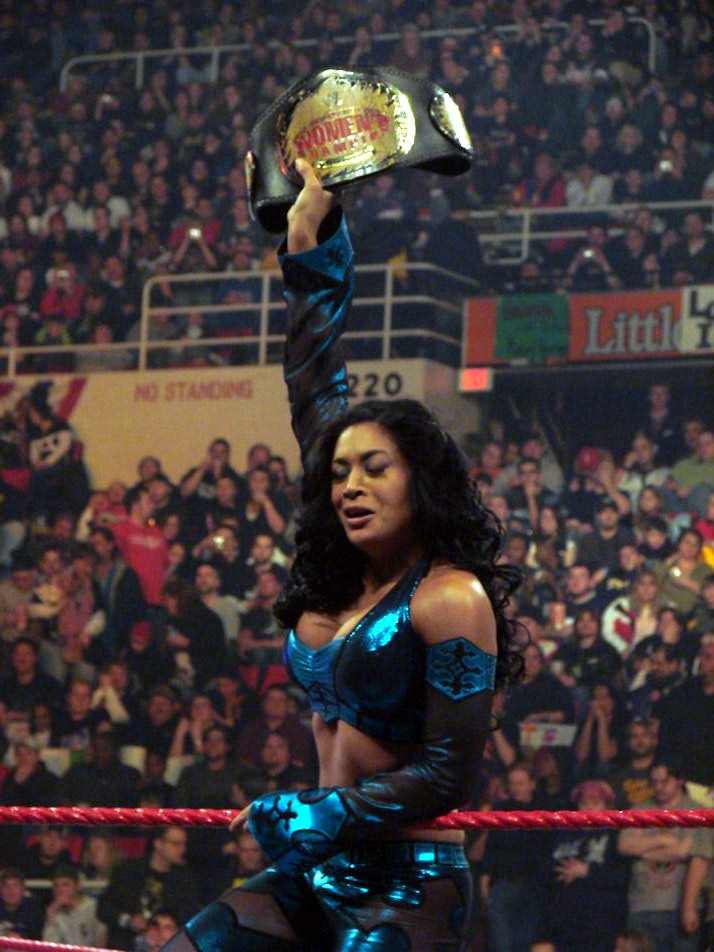
Melina podczas jej trzeciego panowania, która zdobyła tytuł na Royal Rumble 2009.

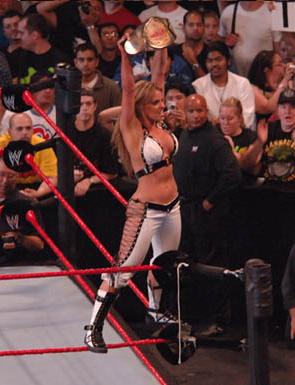
Trish Stratus po wygraniu tytułu rekordowo po raz siódmy, a także ostatni.

| Miejsce | Mistrzyni                  | Ilość panowań | Łączna ilość dni |
| ------- | -------------------------- | ------------- | ---------------- |
| 1       | The Fabulous Moolah        | 4             | 10,770           |
| 2       | Trish Stratus              | 7             | 828              |
| 3       | Alundra Blayze             | 3             | 539              |
| 4       | Rockin’ Robin              | 1             | 502              |
| 5       | Wendi Richter              | 2             | 449              |
| 6       | Sensational Sherri         | 1             | 441              |
| 7       | Mickie James               | 5             | 367              |
| 7       | Beth Phoenix               | 3             | 367              |
| 9       | Ivory                      | 3             | 331              |
| 10      | Molly Holly                | 2             | 301              |
| 11      | Melina                     | 3             | 279              |
| 12      | Michelle McCool            | 2             | 278              |
| 13      | Victoria                   | 2             | 244              |
| 14      | Chyna                      | 1             | 214              |
| 15      | Sable                      | 1             | 176              |
| 16      | Jazz                       | 2             | 162              |
| 17      | Lita                       | 4             | 160              |
| 18      | Stephanie McMahon-Helmsley | 1             | 146              |
| 19      | Bull Nakano                | 1             | 134              |
| 20      | Layla                      | 1             | 131              |
| 21      | Jacqueline                 | 2             | 117              |
| 22      | Candice Michelle           | 1             | 105              |
| 23      | Bertha Faye                | 1             | 57               |
| 24      | The Kat                    | 1             | 50               |
| 25      | Leilani Kai                | 1             | 41               |
| 26      | Debra                      | 1             | 29               |
| 27      | Gail Kim                   | 1             | 28               |
| 28      | Velvet McIntyre            | 1             | 6                |
| 29      | Hervina                    | 1             | 1                |